# Кострома-Новая
Кострома́-Но́вая — грузовая и пассажирская  железнодорожная станция Ярославского региона Северной железной дороги, находящаяся в городе Костроме, административном центре Костромской области.
Здесь же расположен главный железнодорожный вокзал и привокзальная площадь города.
Находится на стыке улиц Никитской и Титова

## История
Железная дорога из Ярославля в Кострому была построена в 1887 году, и в Костроме она заканчивалась тупиковой станцией к югу от Волги57°45′19″ с. ш. 40°53′39″ в. д.. Деревянное здание вокзала сохранялось до 2020-х годов. 

Схема расположения старого вокзала - до 1932 года

После строительства железнодорожного моста через Волгу в 1932 году было закончено строительство станции с вокзалом в стиле конструктивизма. Раньше на месте вокзала было стрельбище. А неподалёку от него в берёзовой роще располагались военные казармы и лагеря.
До 1939 года вокзал располагался за городом, так как Кострома в то время заканчивалась в районе площади Конституции (бывшее Черновское поле у деревни Поземово-Черная). До его появления единственный вокзал находился на правом берегу Волги. Сразу после постройки здания вокзала была устроена прилегающая к нему Привокзальная площадь. Застройка самой площади шла с 1950-х и продолжалась даже в 1980-е годы по периметру прилегающей березовой рощи.
В 1956 году вступает в эксплуатацию линия Кострома — Галич протяженностью 127 км. Открывается движение пассажирских поездов сообщением Кострома — Киров.

Схема существующего положения железных дорог

В 1983 году, в ходе электрификации участка Нерехта — Кострома-Новая, станция была электрифицирована на постоянном токе 3кВ.
До 1985 года существовало пригородное сообщение Кострома (разъезд 5 км) — Мисково по узкоколейной железной дороге. В настоящее время железная дорога Мисковского торфопредприятия разобрана.
В середине 1970-х годов ежедневно курсировал пригородный поезд Кострома — Иваново, а также поезд местного сообщения Кострома — Киров с вагонами беспересадочного сообщения Кострома — Вологда и Кострома — Малое Раменье, осуществлявший удобное и надёжное сообщение Костромы с крупнейшими райцентрами и соседними областными центрами. С поездом Кострома — Москва курсировал вагон Кострома — Нижний Новгород.
В 2010 году маршрут местного поезда Кострома — Свеча (укороченный вариант поезда Кострома — Киров) был ликвидирован.
В 2013 году поезд 148/147 Кострома — Москва на некоторое время продлевался до Шарьи, однако вскоре снова укорочен до Костромы.
В 2015 году беспересадочные вагоны к поезду 96/95 Кострома — Санкт-Петербург отменены. Вместо них назначены мультимодальные перевозки с пересадкой по станции Ярославль-Главный на согласованный автобус «Ярославль — Волгореченск», который курсирует под номером поезда 545/546 и билеты на который приобретаются через АСУ «Экспресс».
В конце 2021 года было запущено движение поезда N43/44 Санкт-Петербург – Кострома.
В июне 2023 была завершена реконструкция здания вокзала, работы по которой стартовали в мае 2021.

## Деятельность
Станция открыта для грузовой работы и перевозки пассажиров

## Дальнее следование по станции
По состоянию на июль 2020 года через станцию курсируют следующие поезда дальнего следования:
| Круглогодичное обращение поездов | Круглогодичное обращение поездов | Круглогодичное обращение поездов | Круглогодичное обращение поездов |
| № поезда                         | Маршрут движения                 | № поезда                         | Маршрут движения                 |
| -------------------------------- | -------------------------------- | -------------------------------- | -------------------------------- |
| 1 «Россия»                       | Владивосток — Москва             | 2 «Россия»                       | Москва — Владивосток             |
| 147 «Кострома»                   | Кострома-Новая — Москва          | 148 «Кострома»                   | Москва — Кострома-Новая          |
| 715 «Ласточка»                   | Кострома-Новая — Москва          | 716 «Ласточка»                   | Москва — Кострома-Новая          |
| 717 «Ласточка»                   | Кострома-Новая — Москва          | 718 «Ласточка»                   | Москва — Кострома-Новая          |
| 43 «Двухэтажный»                 | Кострома-Новая — Санкт-Петербург | 44 «Двухэтажный»                 | Санкт-Петербург — Кострома-Новая |

| Пригородное сообщение по станции | Пригородное сообщение по станции   | Пригородное сообщение по станции | Пригородное сообщение по станции |
| № поезда                         | Маршрут движения                   | Отпр.(Приб.)                     | Дни курсирования                 |
| -------------------------------- | ---------------------------------- | -------------------------------- | -------------------------------- |
| 5561                             | Кострома-Новая — Космынино         | 3:30                             | ежедн., служебный, резервом      |
| 6412                             | Нерехта — Кострома-Новая           | (7.35)                           | ежедневно                        |
| 6320                             | Кострома-Новая — Галич             | 7.53                             | ежедневно                        |
| 6403/6404                        | Кострома-Новая — Ярославль-Главный | 8.22                             | ежедневно                        |
| 6413/6414                        | Ярославль (депо) — Кострома-Новая  | (11.21)                          | ежедневно                        |
| 6429/6430                        | Ярославль-Главный — Кострома-Новая | (15.16)                          | кроме четверга                   |
| 6431/6432                        | Кострома-Новая — Ярославль-Главный | 16.44                            | кроме четверга                   |
| 6319                             | Галич — Кострома-Новая             | (17.12)                          | ежедневно                        |
| 6409/6410                        | Кострома-Новая — Ярославль-Главный | 19.00                            | ежедневно                        |
| 6405/6406                        | Ярославль-Главный — Кострома-Новая | (20.13)                          | ежедневно                        |

## Адрес вокзала
- 156029, Россия, г. Кострома, пл. Широкова, 1